# Kärdla
Kärdla (šve. Kärrdal, njem. Kertel ili Kertell) je najveći grad na estonskom otoku Hiiumaa i glavni grad okruga Hiiumaa. U gradu živi 3.736 (2004.), te zauzima površinu od 4.5 km2.
Kärdla se nalazi na sjeveroistočnoj obali Hiiumaa na zaljevu Tareste (est. Tareste laht, šve. Tarrasviken). Jugoistočno od grada nalazi se krater Kärdla koji je nastao od meteora, te je star 455 milijuna godina. Nekoliko malih rijeka teče kroz grad. U Kärdli postoje arteški bunari.
Kärdla se prvi put spominje 1564. godine kao selo naseljeno Šveđanima. Na njezin rast utjecao je tvornica tkanina osnovana 1830. Luka je izgrađena 1849. Luka i tvornica su uništene u Drugom svjetskom ratu. Kärdla službeno postaje općina 1920., a grad 1938. godine
Kärdla ima zračnu luku s redovnim letovima u Tallinn.

## Vanjske poveznice
- Službene stranice  Arhivirana inačica izvorne stranice od 6. rujna 2005. (Wayback Machine) (samo na estonskom)